# Mats Aronsson
Mats Olof Aronsson (* 16. August 1951) ist ein ehemaliger schwedischer Fußballspieler. Mittlerweile ist der vormalige Stürmer als Fußballfunktionär tätig.

## Werdegang

### Als Fußballspieler
Aronsson begann mit dem Fußballspielen bei Vankiva IF. Über Hässleholms IF kam er vor Beginn der Erstliga-Spielzeit 1977 zu Landskrona BoIS in die Allsvenskan. Dort wusste der Stürmer zu überzeugen und holte sich mit 15 Saisontoren gemeinsam mit Reine Almqvist von Aufsteiger IFK Göteborg den Titel des Torschützenkönigs. In den folgenden Jahren kämpfte er mit der Mannschaft gegen den Abstieg in die Zweitklassigkeit. Am Ende der Spielzeit 1980 verpasste er mit der Mannschaft den Klassenerhalt und verließ daher den Klub zum Saisonende. Er wechselte zum Ligarivalen Djurgårdens IF, mit dem er in seiner ersten Spielzeit als Tabellenletzter den Klassenerhalt ebenfalls verpasste. Erst in der Relegation gegen AIK misslang der direkte Wiederaufstieg in die Allsvenskan. Nach einer weiteren Spielzeit in Stockholm ließ er seine aktive Karriere bei den unterklassigen Vereinen Höganäs BK und Boo FF ausklingen.
Hauptberuflich arbeitete Aronsson zunächst als Lehrer, später war er als Vertriebsleiter in der Versicherungsbranche tätig.

### Als Funktionär
Nach dem Ende seiner aktiven Laufbahn engagierte sich Aronson im Vorstand bei einigen seiner ehemaligen Vereine. Zunächst war er bei Boo FF und dessen Nachfolgeverein Nacka FF tätig, ehe er zu Djurgårdens IF ging.  Später wechselte er zum Stockholms Fotbollförbund, dessen Vorsitzender er wurde. Als Delegierter des Regionalverbandes saß er zudem im Vorstand des Svenska Fotbollförbundet.
Im Dezember 2006 gab sein ehemaliger Klub Landskrona BoIS die Verpflichtung Aronssons als Sportchef ab Januar 2007 bekannt. Bis 2014 blieb er beim seinerzeitigen Zweitligisten im Amt, dabei verhalf er zwischen 2010 und 2012 dem Ex-Stürmer-Star Henrik Larsson zu seinem Trainerdebüt. Im Januar 2014 kündigte er seinen zeitnahen Abschied an.